# استاندارد DIN 488

لوگوی DIN

استاندارد DIN 488 (دین ۴۸۸) قسمتی از استاندارد DIN (استاندارد ملی کشور آلمان) است که مقررات مربوط به استفاده از میلگرد فولادی در بتن مسلح را بیان می‌کند. تاکنون استاندارد واحدی در مورد فولاد تسلیح کننده در اروپا وجود نداشته‌است.
این استاندارد در موارد زیر به کار می‌رود:
- میلگرد
- کلاف فولادی تسلیح کننده، سیم (مفتول) تسلیح کننده
- مش مفتولی جوش داده
- تیر حمال مشبک (دکل لتیس)

در این استاندارد برای رسیدن به خواص گرید b500b از روش خنک کاری ترمکس استفاده می‌شود. در این روش ابتدا شمش فولادی را وارد فرایند نورد کرده و بلافاصله آن را از لوله‌های سرد عبور می‌دهند تا به دمای محیط برسد. تغییر دمای ناگهانی که از روش ترمکس حاصل می‌شود، منجر به اختلاف مقاومت در سطح و مرکز قطعه می‌شود.

## DIN 488 به بخش‌های زیر تقسیم می‌شود
- بخش اول: فولاد تسلیح کننده - گریدهای فولاد، ویژگی‌ها، نشانه گذاری – ویرایش کنونی ۸٫۲۰۰۹
- بخش دوم: فولاد تسلیح کننده – میلگرد – ویرایش کنونی ۸٫۲۰۰۹
- بخش سوم: فولاد تسلیح کننده – کلاف فولادی تسلیح کننده، سیم (مفتول) تسلیح کننده – ویرایش کنونی ۸٫۲۰۰۹
- بخش چهارم: فولاد تسلیح کننده – مش مفتولی جوش داده – ویرایش کنونی ۸٫۲۰۰۹
- بخش پنجم: فولاد تسلیح کننده – تیر حمال مشبک (دکل لتیس) – ویرایش کنونی ۸٫۲۰۰۹
- بخش ششم: فولاد تسلیح کننده – اثبات انطباق – ویرایش کنونی ۱٫۲۰۱۰
- بخش هفتم: فولاد تسلیح کننده – تأیید جوش پذیری میلگردهای فولادی تسلیح کننده، اجرا و ارزیابی – ویرایش ۶٫۱۹۸۶، ۱۱٫۲۰۱۰ بدون جایگزینی لغو شد

## استاندارد DIN 488 در ایران
با وجود آنکه استاندارد DIN آلمان (Deutsches Institut für Normung) یکی از پرکاربردترین استانداردها در زمینه آهن آلات و مقاطع فولادی است، DIN 488 برای تولید انواع میلگردهای شاخه و کلاف فولادی در ایران چندان رایج نیست و شرکت‌های فولادی محدودی مانند ذوب آهن اصفهان، و فولاد بافق یزد این استاندارد را دریافت کرده‌اند.